# Rhectosemia nomophiloides
Rhectosemia nomophiloides is een vlinder uit de familie van de grasmotten (Crambidae), uit de onderfamilie van de Spilomelinae. De wetenschappelijke naam van deze soort is voor het eerst gepubliceerd in 1959 door Eugene Gordon Munroe.
De soort komt voor in Bolivia.